# Stein (Argovie)
Pour les articles homonymes, voir Stein.
Stein est une commune suisse du canton d'Argovie, située dans le district de Rheinfelden, au bord du Rhin.

## Géographie
La frontière avec l'Allemagne passe au milieu du fleuve, et traverse notamment l'île fluviale de Fridolins-Insel, partagée avec la ville allemande de Bad Säckingen.

Vue aérienne (1949).